# Alsbogöl
Alsbogöl är en sjö i Emmaboda kommun i Småland och ingår i Hagbyåns huvudavrinningsområde. Sjön har en area på 0,124 kvadratkilometer och ligger 176,2 meter över havet. Sjön avvattnas av vattendraget Virkesjöbäcken. Vid provfiske har abborre, braxen, gädda och mört fångats i sjön.

## Delavrinningsområde
Alsbogöl ingår i det delavrinningsområde (628579-149020) som SMHI kallar för Mynnar i Hagbyån. Medelhöjden är 165 meter över havet och ytan är 29,51 kvadratkilometer. Det finns inga avrinningsområden uppströms utan avrinningsområdet är högsta punkten. Virkesjöbäcken som avvattnar avrinningsområdet har biflödesordning 2, vilket innebär att vattnet flödar genom totalt 2 vattendrag innan det når havet efter 63 kilometer. Avrinningsområdet består mestadels av skog (79 procent). Avrinningsområdet har 1 kvadratkilometer vattenytor vilket ger det en sjöprocent på 3,4 procent.